# يوليو 2008
يوليو 2008 هو الشهر السابع من عام 2008 بدأ يوم الثلاثاء، وأنتهى يوم الخميس، وأمتد لواحد وثلاثين يومًا.

## بوابة:أحداث جارية
| \| 1 يوليو 2008 (الثلاثاء) \| عدل \| تاريخ \| راقب \| تصفح \| |     |       |      |      |
| - لجنة من الأمم المتحدة تعبر عن قلقها من الوضع في غزة والضفة. (رويترز) - جبهة التوافق السنية تقترب من العودة للحكومة العراقية. (رويترز) - عباس يأمل في التوصل إلى اتفاق مع إسرائيل بنهاية العام. (رويترز) - تركيا توسع التحقيق بمؤامرة انقلاب وبدء جلسات حظر الحزب الحاكم والدعوى تتهم العدالة والتنمية بالسعي لإقامة دولة إسلامية. (العربية) - القاعدة تعلن استهدافها المصالح النفطية الأمريكية في شمال إفريقيا وشبكتها تعمل في منطقة تمتد من موريتانيا إلى ليبيا. (العربية) - زيباري: إسقاط الحصانة عن الشركات الأمنية بالعراق بموافقة واشنطن. (العربية) |     |       |      |      |
| 1 يوليو 2008 (الثلاثاء) | عدل | تاريخ | راقب | تصفح |

| \| 2 يوليو 2008 (الأربعاء) \| عدل \| تاريخ \| راقب \| تصفح \| |     |       |      |      |
| - نصر الله يعلن الموافقة على اتفاق تبادل الأسرى مع إسرائيل (بي بي سي) - مصر تعيد فتح معبر رفح وعبور ذوي حالات إنسانية (بي بي سي) - هجوم بجرافة يوقع قتلى وجرحى في القدس (بي بي سي) - زيباري: العاهل الأردني يزور بغداد قريباً والمعاهدة مع أمريكا ممكنة-(سي إن إن) - بوش يستبعد ضرب إيران، ومتكي يرحب بالاتصالات مع أمريكا-(سي إن إن) - الرئيس الموريتاني يهدد بحل البرلمان إذا حاول إسقاط الحكومة-(سي إن إن) |     |       |      |      |
| 2 يوليو 2008 (الأربعاء) | عدل | تاريخ | راقب | تصفح |

| \| 3 يوليو 2008 (الخميس) \| عدل \| تاريخ \| راقب \| تصفح \| |     |       |      |      |
| - إسرائيل تغلق معابر غزة غداً ردا على إطلاق صاروخ وأولمرت يؤيد هدم بيوت منفذي عمليات من القدس (الجزيرة) - حزب العدالة دافع عن نفسه ست ساعات أمام الدستورية التركية (الجزيرة) - موريتانيا: استقالة الحكومة وتشكيل وزارة جديدة برئاسة رئيس الوزراء المستقيل (بي بي سي) - واشنطن تطالب بفرض عقوبات على نظام موغابي (بي بي سي) - بوش: الولايات المتحدة ستعزز قوتها في أفغانستان (بي بي سي) |     |       |      |      |
| 3 يوليو 2008 (الخميس) | عدل | تاريخ | راقب | تصفح |

| \| 4 يوليو 2008 (الجمعة) \| عدل \| تاريخ \| راقب \| تصفح \| |     |       |      |      |
| - حماس تعلق المفاوضات بشأن شاليط وإسرائيل تغلق المعابر (الجزيرة) - المعلم يستبعد لقاء الأسد - أولمرت في باريس الشهر الجاري (الجزيرة) - النفط والغذاء يهيمنان على قمة الثماني باليابان (الجزيرة) - في سباق الرئاسة الأمريكية ماكين يلعب ورقة الخارجية وأوباما يلمح لتغيير موقفه بالعراق (الجزيرة) - فياض يقترح تشكيل قوة مصرية تساعد على نزع سلاح حماس بغزة وباراك يأمر بتدمير منزل فلسطيني فتل 3 إسرائيليين بجرافة (العربية) - إيران تسلم سولانا ردها على الحوافز الغربية وانباء عن دور تركي محتمل للتوسط في أزمة برنامج إيران النووي (العربية) |     |       |      |      |
| 4 يوليو 2008 (الجمعة) | عدل | تاريخ | راقب | تصفح |

| \| 5 يوليو 2008 (السبت) \| عدل \| تاريخ \| راقب \| تصفح \| |     |       |      |      |
| - اعتقال 4 أشخاص في تركيا بتهمة التآمر لقلب نظام الحكم (بي بي سي) - السنيورة يعرب عن ثقته بقرب تشكيل الحكومة اللبنانية (بي بي سي) - إيران تجدد تهديدها بإغلاق مضيق هرمز (بي بي سي) - منظمات حقوقية تعلن مقتل 25 سجيناً في سجن صيدنايا بسورية (بي بي سي) - الملك السعودي سيترأس مؤتمر حوار الأديان في مدريد (بي بي سي) - حماس تطالب بإلزام إسرائيل باستحقاقات التهدئة (الجزيرة) - باكستان تغلق ملف عبد القدير خان بعد إشارته لضلوع مشرف (الجزيرة) |     |       |      |      |
| 5 يوليو 2008 (السبت) | عدل | تاريخ | راقب | تصفح |

| \| 6 يوليو 2008 (الأحد) \| عدل \| تاريخ \| راقب \| تصفح \| |     |       |      |      |
| - الرئيس الفلسطيني والأسد يبحثان في دمشق جهود السلام والمصالحة وحماس أعربت عن استيائها من رفض عباس لقاء مسؤوليها في العاصمة السورية (العربية) - تواكباً مع زيارة المالكي لأبوظبي الإمارات تلغي ديون العراق البالغة 7 مليار دولار وتعين سفيراً ببغداد (العربية) - دمشق تؤكد أحداث سجن صيدنايا واعتبرتها نتيجة إخلال بالنظام ولم تعترف بوقوع إصابات وشاهد حي يروي التفاصيل (العربية) - مصدر: أمريكا تنهي عمليات سرية لنقل يورانيوم من العراق-(سي إن إن) - انفجار يهز إسلام أباد في ذكرى الهجوم على المسجد الأحمر-(سي إن إن) - مسؤول أفغاني: 23 قتيلاً في قصف أمريكي على حفل زفاف-(سي إن إن) |     |       |      |      |
| 6 يوليو 2008 (الأحد) | عدل | تاريخ | راقب | تصفح |

| \| 7 يوليو 2008 (الإثنين) \| عدل \| تاريخ \| راقب \| تصفح \| |     |       |      |      |
| - بدء أعمال قمة الثماني في اليابان (بي بي سي) - المالكي يلمح لإمكانية جدولة انسحاب القوات الأميركية (الجزيرة) - تحركات في سوريا للدفع بالحوار الفلسطيني الداخلي (الجزيرة) - أفغانستان تحمل دولة مجاورة مسؤولية هجوم سفارة الهند (الجزيرة) - إسرائيل توقع برعاية دولية على تبادل الأسرى مع حزب الله-(سي إن إن) - رايس تفشل في إقناع نظيرها البولندي بنشر الدرع الصاروخي-(سي إن إن) - طائرة أوباما تحط اضطرارياً بعدما واجهت مشاكل تقنية-(سي إن إن) |     |       |      |      |
| 7 يوليو 2008 (الإثنين) | عدل | تاريخ | راقب | تصفح |

| \| 8 يوليو 2008 (الثلاثاء) \| عدل \| تاريخ \| راقب \| تصفح \| |     |       |      |      |
| - بغداد ترفض توقيع مذكرة تفاهم مع الأمريكيين قبل جدول للانسحاب (العربية) - إيران تهدد بحرق تل أبيب وأسطول أمريكا بالخليج إذا هوجمت وذلك بحسب تصريحات لنائب خامنئي بالتزامن مع مناورات للحرس الثوري (العربية) - العاهل الأردني يرجئ زيارته إلى بغداد حتى إشعار آخر لأسباب أمنية (العربية) - إسرائيل ترفض تنفيذ التبادل مع حزب الله بدون تقرير مرض عن أراد (العربية) |     |       |      |      |
| 8 يوليو 2008 (الثلاثاء) | عدل | تاريخ | راقب | تصفح |

| \| 9 يوليو 2008 (الأربعاء) \| عدل \| تاريخ \| راقب \| تصفح \| |     |       |      |      |
| - مقتل 6 نصفهم من الشرطة بهجوم على القنصلية الأمريكية بإسطنبول والسفارة الأمريكية أعلنت علمها بالحادث بدون إعطاء تفاصيل (العربية) - الجيش اللبناني يتوعد بالرد على إطلاق النار بعد اشتباكات طرابلس (العربية) - بعد اختبارها صواريخ قد تطال إسرائيل والبحرية الأمريكية أمريكا تطالب إيران بوقف التجارب الصاروخية لكسب ثقة العالم (العربية) - الأمم المتحدة تدين مقتل 7 جنود من قوات حفظ السلام في دارفور في أخطر هجوم تتعرض له تلك القوات منذ انطلاق مهمتها في بداية 2008 (العربية) - قمة الثماني تنتهي دون اتفاق على قضية المناخ (بي بي سي) - ميدفيديف: نبحث الرد المناسب على الاتفاق الأمريكي - التشيكي (بي بي سي) |     |       |      |      |
| 9 يوليو 2008 (الأربعاء) | عدل | تاريخ | راقب | تصفح |

| \| 10 يوليو 2008 (الخميس) \| عدل \| تاريخ \| راقب \| تصفح \| |     |       |      |      |
| - اتهامات لحماس باعتقال اثنين من فتح أطلقا صواريخ على إسرائيل (العربية) - أردوغان يبحث مع المالكي أوضاع كركوك والإنفصاليين الأكراد (العربية) - البيت الأبيض يطالب إيران بوقف الاستفزاز ويستبعد المواجهة (الجزيرة) - جورجيا تستدعي سفيرها في موسكو بعد تحليق مقاتلات روسية فوق أوسيتيا الجنوبية ولافروف يحذر (الجزيرة) |     |       |      |      |
| 10 يوليو 2008 (الخميس) | عدل | تاريخ | راقب | تصفح |

| \| 11 يوليو 2008 (الجمعة) \| عدل \| تاريخ \| راقب \| تصفح \| |     |       |      |      |
| - الإعلان رسمياً عن تشكيل الحكومة اللبنانية بعد مخاض عسير ونصف أعضائها من الوزراء الجدد ولقاء مرتقب بين سليمان والأسد لأول مرة برعاية فرنسية (العربية) - الادعاء الدولي سيطلب توقيف رئيس السودان بتهمة الإبادة الجماعية في قضية جديدة للمحكمة الجنائية الدولية بشأن جرائم دارفور (العربية) - بريطانيا ترفض تحديد جدول زمني للانسحاب من العراق (الجزيرة) - شهيد بالضفة وفصائل فلسطينية تتهم إسرائيل بخرق التهدئة (الجزيرة) - موسكو: التجارب الإيرانية تثبت عدم جدوى الدرع الصاروخي (بي بي سي) - اتساع دائرة الاتهامات بحق أولمرت (بي بي سي) |     |       |      |      |
| 11 يوليو 2008 (الجمعة) | عدل | تاريخ | راقب | تصفح |

| \| 12 يوليو 2008 (السبت) \| عدل \| تاريخ \| راقب \| تصفح \| |     |       |      |      |
| - الأسد في باريس: لا مشكلة في فتح سفارة سورية في بيروت (بي بي سي) - إسرائيل تلقت رد حزب الله حول مصير رون أراد (بي بي سي) - السودان يدعو لاجتماع طارئ لوزراء الخارجية العرب (بي بي سي) - متكي يستبعد احتمال مهاجمة إيران (بي بي سي) - الاتفاق على آلية لمراقبة تخلي بيونج يانج عن سلاحها النووي (بي بي سي) - الولايات المتحدة وبريطانيا تدينان الفيتو الروسي والصيني حول زيمبابوي (بي بي سي) - الهند تتهم المخابرات الباكستانية بتدبير هجوم كابول (بي بي سي) |     |       |      |      |
| 12 يوليو 2008 (السبت) | عدل | تاريخ | راقب | تصفح |

| \| 13 يوليو 2008 (الأحد) \| عدل \| تاريخ \| راقب \| تصفح \| |     |       |      |      |
| - ساركوزي يطلق الاتحاد المتوسطي ويتقاسم مع مبارك رئاسته (الجزيرة) - الأسد: اتفاق السلام مع إسرائيل يحتاج من 6 أشهر إلى سنتين. (بي بي سي) - أمريكا والعراق يتخليان عن الاتفاق الأمني الشامل. (بي بي سي) - أولمرت وعباس متفائلان بالتوصل إلى اتفاق سلام. (بي بي سي) - حزب الله يكشف مصير أراد بصور جديدة تظهره مصابا في إحدى ذراعيه وتبادل الأسرى الأربعاء. (العربية) - تنديد سوداني باحتمال اعتقال البشير والخرطوم تلجأ لروسيا والصين. (العربية) - إقبال ضعيف على انتخابات لشغل 4 مقاعد في مجلس الشعب المصري. (العربية) |     |       |      |      |
| 13 يوليو 2008 (الأحد) | عدل | تاريخ | راقب | تصفح |

| \| 14 يوليو 2008 (الإثنين) \| عدل \| تاريخ \| راقب \| تصفح \| |     |       |      |      |
| - ادعاء المحكمة الدولية يتهم البشير بجرائم حرب بدارفور ويطلب إيقافه ومصادرة ممتلكاته وتجميد أرصدته (العربية) - المعارضة بالسودان تحذر من اعتقال البشير خوفا على السلام وإنهيار الدستور ومتمردو دارفور يرحبون (العربية) - الادعاء التركي يتهم 86 شخصا بتدبير محاولة انقلاب على السلطة (العربية) - الحزب الحاكم بمصر يفوز بانتخابات تكميلية بمجلس الشعب والمعارضة تتهمه بالتزوير (العربية) - مستشار لخامنئي يحذر سوريا من عواقب السلام على علاقتها بطهران وإعتبر تفاوض حزب الله وحماس مع إسرائيل شيئاً مختلفاً (العربية) - الأسد يحذر من أي هجوم على إيران (رويترز) - بوش ينتقد الصين والسعودية وإيران بشأن حقوق الإنسان (رويترز) |     |       |      |      |
| 14 يوليو 2008 (الإثنين) | عدل | تاريخ | راقب | تصفح |

| \| 15 يوليو 2008 (الثلاثاء) \| عدل \| تاريخ \| راقب \| تصفح \| |     |       |      |      |
| - 38 قتيلا واكثر من 80 جريحا في تفجيرات بالعراق (بي بي سي) - بوش يرفض جدولاً زمنيا للانسحاب من العراق (بي بي سي) - غضب في السودان بعد اتهام البشير (بي بي سي) - الحكومة الإسرائيلية تقر صفقة الأسرى مع حزب الله (الجزيرة) - بلير يلغي زيارة غزة وإسرائيل تعتقل فلسطينيين بالضفة (الجزيرة) |     |       |      |      |
| 15 يوليو 2008 (الثلاثاء) | عدل | تاريخ | راقب | تصفح |

| \| 16 يوليو 2008 (الأربعاء) \| عدل \| تاريخ \| راقب \| تصفح \| |     |       |      |      |
| - الرئيس اللبناني يشارك في حفل الاستقبال الرسمي للأسرى اللبنانيين المحررين (العربية) - يوم أسود في إسرائيل يسوده الحزن والغضب بعد تنفيذ التبادل (العربية) - العاهل السعودي يفتتح مؤتمر الحوار بالدعوة للالتقاء بين الديانات (العربية) - الربيعي: نطمح باستلام أمن العراق بكامله نهاية العام (بي بي سي) - أوباما يتعهد بإنهاء الوجود العسكري الأمريكي في العراق (بي بي سي) - الأمريكيون يتخلون عن موقع عسكري ناء بأفغانستان (بي بي سي) |     |       |      |      |
| 16 يوليو 2008 (الأربعاء) | عدل | تاريخ | راقب | تصفح |

| \| 17 يوليو 2008 (الخميس) \| عدل \| تاريخ \| راقب \| تصفح \| |     |       |      |      |
| - إيران ترحب برغبة أمريكا افتتاح أول مكتب لها بطهران منذ 30 عاماً (العربية) - إسرائيل تتصل هاتفياً باللبنانيين لتحذيرهم من التعاطف مع حزب الله وتل أبيب دفنت جندييها في أجواء حزينة وغاضبة لاحتفالات استقبال القنطار (العربية) - القضاء الأمريكي يسمح ببدء محاكمة سائق بن لادن في غوانتانامو (العربية) - الرئيس اليمني يعلن انتهاء حرب صعدة والحوثيون يؤكدون استمرارها (العربية) - الكويت تعين أول سفير لها في العراق منذ التسعينيات (العربية) - الحريري يلتقي المالكي في العراق ويقول إن لبنان والعراق يواجهان تدخل دول معروفة-(سي إن إن) - مصرع جندي ثامن من القوات الدولية في دارفور-(سي إن إن) |     |       |      |      |
| 17 يوليو 2008 (الخميس) | عدل | تاريخ | راقب | تصفح |

| \| 18 يوليو 2008 (الجمعة) \| عدل \| تاريخ \| راقب \| تصفح \| |     |       |      |      |
| - أمريكا والعراق ستحددان هدفاً طموحاً بشأن خفض القوات (رويترز) - أمريكا تعتزم إجراء مباحثات سلام مع الفلسطينيين وإسرائيل (رويترز) - إسرائيل تقوم باعتقالات في مؤامرة مزعومة ضد بوش (رويترز) - السنغال: السودان وافق على إعادة علاقته مع تشاد (رويترز) - مشاحنة بين اليهود والمسلمين تعكر صفو مؤتمر تنظمه السعودية (رويترز) |     |       |      |      |
| 18 يوليو 2008 (الجمعة) | عدل | تاريخ | راقب | تصفح |

| \| 19 يوليو 2008 (السبت) \| عدل \| تاريخ \| راقب \| تصفح \| |     |       |      |      |
| - الجامعة العربية ترفض اتهام البشير وتأمل بدور أكبر للقضاء بالسودان (العربية) - مقتل شخصين في اشتباك بمخيم عين الحلوة بلبنان إثر مشادة كلامية (العربية) - إيران تستبعد تجميد التخصيب خلال المحادثات النووية (رويترز) - جبهة التوافق العراقية تنضم من جديد للحكومة (رويترز) - رئيس الوزراء البريطاني يسعى لتعزيز الاستثمار في العراق (رويترز) - قوات إسرائيلية تقتل مهرب مخدرات من سوريا (رويترز) |     |       |      |      |
| 19 يوليو 2008 (السبت) | عدل | تاريخ | راقب | تصفح |

| \| 20 يوليو 2008 (الأحد) \| عدل \| تاريخ \| راقب \| تصفح \| |     |       |      |      |
| - الوسيط الدولي في دارفور مرتاح لدعوات الحوار والسلام (الجزيرة) - أولمرت يتعهد باستعادة الجندي الأسير سالما معافى (الجزيرة) - مصدر: سحب القوات البريطانية من العراق ربما خلال عام-(سي إن إن) - براون يدعو لتنازلات إسرائيلية ويتعهد بدعم السلطة الفلسطينية-(سي إن إن) - نجاد: محادثات جنيف خطوة للأمام (بي بي سي) - القاعدة ربما حولت اهتمامها إلى أفغانستان بدلا من العراق (بي بي سي) - أودينجا: المعارضة في زيمبابوي مستعدة للحوار مع موغابي (بي بي سي) |     |       |      |      |
| 20 يوليو 2008 (الأحد) | عدل | تاريخ | راقب | تصفح |

| \| 21 يوليو 2008 (الإثنين) \| عدل \| تاريخ \| راقب \| تصفح \| |     |       |      |      |
| - دمشق تؤكد رغبتها بصفحة جديدة مع لبنان وتأمل بحل ملف المعتقلين وأهالي المعتقلين اللبنانيين تظاهروا لدى وصول المعلم (العربية) - أوباما يصل بغداد وسط ترحيب من العراقيين لرئاسته أملاً بإنهاء الحرب (العربية) - إسرائيل تحتجز برلمانية من حماس ورجال أعمال لمحاربة الإرهاب وتوقيف جندي إسرائيلي بعد صور أظهرته يطلق النار على فلسطيني مقيد (العربية) |     |       |      |      |
| 21 يوليو 2008 (الإثنين) | عدل | تاريخ | راقب | تصفح |

| \| 22 يوليو 2008 (الثلاثاء) \| عدل \| تاريخ \| راقب \| تصفح \| |     |       |      |      |
| - مقتل فلسطيني نفذ هجوما بجرافة قرب فندق سيقيم به أوباما بالقدس وسقوط 16 جريحا إسرائيليا في الحادث (العربية) - إقرار قانون انتخابات المحافظات العراقية بعد تأجيل أكثر من مرة بسبب الفشل في حسم نقاط الخلاف والأكراد ينسحبون احتجاجاً (العربية) - سراييفو تحتفل بتوقيف زعيم صرب البوسنة السابق لاتهامه بجرائم حرب (العربية) - كاديما يعدل نظامه تمهيداً للانتخابات وأولمرت يتهم ليفني بالخيانة (العربية) - الأسد يرفض مذكرة المحكمة الجنائية الدولية حول توقيف البشير والأمم المتحدة تنأى بنفسها (الجزيرة) - المعارضة الصومالية تقيل شيخ شريف وتعين أويس خلفاً له (الجزيرة) - دستورية تركيا تعقد الاثنين آخر جلسة بقضية الحزب الحاكم (الجزيرة) |     |       |      |      |
| 22 يوليو 2008 (الثلاثاء) | عدل | تاريخ | راقب | تصفح |

| \| 23 يوليو 2008 (الأربعاء) \| عدل \| تاريخ \| راقب \| تصفح \| |     |       |      |      |
| - البشير يزور دارفور في لفتة تحد ويعرض السلام والمساعدات (رويترز) - الرئيس العراقي يرفض المصادقة على قانون الانتخابات المحلية (رويترز) - أوباما: إيران خطر داهم إذا تسلحت نووياً (رويترز) - نجاد: لن نتزحزح شبراً عن موقفنا في المسألة النووية (بي بي سي) - مباحثات غير مسبوقة لرايس ووزير خارجية كوريا الشمالية-(سي إن إن) - قاض بريطاني يرفض طلب أبو حمزة المصري بعدم تسليمه لأمريكا-(سي إن إن) |     |       |      |      |
| 23 يوليو 2008 (الأربعاء) | عدل | تاريخ | راقب | تصفح |

| \| 24 يوليو 2008 (الخميس) \| عدل \| تاريخ \| راقب \| تصفح \| |     |       |      |      |
| - ثمانية قتلى وعشرات الجرحى في هجوم ببعقوبة (الجزيرة) - البشير ينهي زيارة دارفور بمبادرة للسلام لا تستثني أحداً (الجزيرة) - صربيا ستعيد سفراءها إلى دول أوروبا المعترفة بكوسوفو (الجزيرة) - ليبيا تقطع امداداتها النفطية عن سويسرا بسبب توقيف نجل القذافي (العربية) |     |       |      |      |
| 24 يوليو 2008 (الخميس) | عدل | تاريخ | راقب | تصفح |

| \| 25 يوليو 2008 (الجمعة) \| عدل \| تاريخ \| راقب \| تصفح \| |     |       |      |      |
| - موجة انفجارات تضرب قطاع غزة وحركة حماس تتهم فتح (العربية) - مصرع 5 وجرح 40 في اشتباكات طائفية بطرابلس شمال لبنان والجيش يستعد للتدخل (العربية) - السودان يهدد بطرد قوة السلام من دارفور حال طلب توقيف البشير (العربية) - رفسنجاني يرفض الإنذار الغربي لطهران حول برنامجها النووي (العربية) - مقتل وجرح العشرات بتفجير ضد مركز للشرطة اليمنية بحضرموت (العربية) |     |       |      |      |
| 25 يوليو 2008 (الجمعة) | عدل | تاريخ | راقب | تصفح |

| \| 26 يوليو 2008 (السبت) \| عدل \| تاريخ \| راقب \| تصفح \| |     |       |      |      |
| - كتائب الأقصى تهدد حماس وتدعو لاعتبارها حركة متمردة (الجزيرة) - هدوء نسبي في طرابلس بعد انتشار الجيش اللبناني (الجزيرة) - قتلى وجرحى بعبوات ناسفة واستمرار التوافد نحو الكاظمية (الجزيرة) - أحمدي نجاد: لدينا 6 آلاف جهاز طرد مركزي (بي بي سي) - منظمات حقوقية تطلب سوريا بالإفراج عن عارف دليلة (بي بي سي) |     |       |      |      |
| 26 يوليو 2008 (السبت) | عدل | تاريخ | راقب | تصفح |

| \| 27 يوليو 2008 (الأحد) \| عدل \| تاريخ \| راقب \| تصفح \| |     |       |      |      |
| - ثمانية قتلى في انفجارين في تركيا (بي بي سي) - كتائب العودة المؤيدة لفتح تعلن مسؤوليتها عن انفجارات غزة (العربية) - الرئيس الجزائري ينتقد عهده ويقول: طريقنا لا يقود للجنة (العربية) - رئيس البرلمان الإيراني يدعو الغرب لحل وسط لأزمة النووي (الجزيرة) - الحركة الشعبية ترشح سلفا كير لرئاسة السودان القادمة (الجزيرة) - الموت يغيب المخرج المصري يوسف شاهين (الجزيرة) |     |       |      |      |
| 27 يوليو 2008 (الأحد) | عدل | تاريخ | راقب | تصفح |

| \| 28 يوليو 2008 (الإثنين) \| عدل \| تاريخ \| راقب \| تصفح \| |     |       |      |      |
| - مقتل زهاء 50 في تفجيرات في بغداد وكركوك (بي بي سي) - تركيا: المحكمة تقرر مصير حزب العدالة والتنمية (بي بي سي) - الشرطة الكويتية تستخدم الغاز لتفريق تظاهرة للعمال الوافدين (بي بي سي) - التوتر بين فتح وحماس يفضي إلى حملة اعتقالات متبادلة بغزة والضفة ومنع الصحف الرسمية في القطاع لأنها مقربة من عباس (العربية) - أنباء عن مقتل خبير المتفجرات في تنظيم القاعدة بباكستان (العربية) |     |       |      |      |
| 28 يوليو 2008 (الإثنين) | عدل | تاريخ | راقب | تصفح |

| \| 29 يوليو 2008 (الثلاثاء) \| عدل \| تاريخ \| راقب \| تصفح \| |     |       |      |      |
| - حماس تحذر من انتفاضة جديدة إذا استمر اعتقال كوادرها بالضفة (العربية) - اليمن يكثف مراقبته الأمنية لعصابات تستهدف خطف سياح سعوديين (العربية) - سورية وإسرائيل تعقدان جولة رابعة من المحادثات في تركيا (بي بي سي) - مقتل طفل فلسطيني في احتجاج على جدار الفصل بالضفة الغربية (بي بي سي) - عملية عسكرية واسعة ضد مسلحي القاعدة في ديالى (بي بي سي) - الحكم بإعدام 8 من المتهمين بالهجوم على الخرطوم (بي بي سي) - مبعوثون أوروبيون يدرسون عضوية صربيا (بي بي سي) |     |       |      |      |
| 29 يوليو 2008 (الثلاثاء) | عدل | تاريخ | راقب | تصفح |

| \| 30 يوليو 2008 (الأربعاء) \| عدل \| تاريخ \| راقب \| تصفح \| |     |       |      |      |
| - أولمرت يتعهد بالاستقالة بعد انتخابات حزب كاديما الداخلية وأعلن عدم مشاركته فيها. (الجزيرة) - دستورية تركيا ترفض حظر الحزب الحاكم بسبب عدم اكتمال نصاب الحظر لكنها تعاقبه مالياً وأوروبا ترحب بالحكم. (الجزيرة) - تقرير حقوقي يتهم حماس والسلطة بانتهاكات لحقوق الإنسان وذكر أنها منهجية وذات دوافع سياسية. (الجزيرة) - قريع وليفني يبدآن بواشنطن جولة محادثات خلف أبواب مغلقة. (الجزيرة) - جلسة استثنائية للبرلمان العراقي لاستكمال قانون الانتخابات.-(سي إن إن) - رادوفان كاراديتش أمام المحكمة الجنائية الدولية الخميس.-(سي إن إن) |     |       |      |      |
| 30 يوليو 2008 (الأربعاء) | عدل | تاريخ | راقب | تصفح |

| \| 31 يوليو 2008 (الخميس) \| عدل \| تاريخ \| راقب \| تصفح \| |     |       |      |      |
| - الصدر يناشد بغداد عدم التوقيع على اتفاق امني جديد مع واشنطن (بي بي سي) - رادوفان كاراديتش يمثل أمام محكمة جرائم الحرب (بي بي سي) - نتانياهو يدعو إلى إجراء انتخابات جديدة في إسرائيل (بي بي سي) - بوش: تحسن الأمن في العراق قد يعجل بعودة جنودنا-(سي إن إن) - إيران: لدينا مقترحنا الخاص حول برنامج تخصيب اليورانيوم-(سي إن إن) |     |       |      |      |
| 31 يوليو 2008 (الخميس) | عدل | تاريخ | راقب | تصفح |

| أحداث جارية |
| --- |
| - أزمة الدين الحكومي اليوناني - جائحة فيروس كورونا 2019–20 - التدخل العسكري الروسي في أوكرانيا - التدخل العسكري الروسي في سوريا - الحرب الأهلية السورية - الهجوم على شمال غرب سوريا (2024) - الحرب الأهلية السودانية 2023 - عملية طوفان الأقصى - الحرب الفلسطينية الإسرائيلية (الخط الزمني) - صراع حزب الله وإسرائيل (2023–الآن) - - أزمة البحر الأحمر - الهجمات على القواعد الأمريكية في العراق وسوريا 2023 - الأزمة الإنسانية في غزة (2023 – الآن) تفاصيل أكثر النزاعات الجارية أدناه |

| وفيات حديثة |
| --- |
| - 13 مايو: حلمي محمد القاعود - 13 مايو: بوبي فرانكلين (لاعب كرة قدم أمريكية) - 13 مايو: شريف ليلة - 13 مايو: خوزيه موخيكا - 14 مايو: أديب قدورة - 15 مايو: برونو فرانشيسكيتي - 15 مايو: لويجي ألفا - 15 مايو: ياسين البكالي - 15 مايو: موفق محمد - 15 مايو: جلان إدوارد روجرز - 16 مايو: بيتر لاكس - 16 مايو: إيمانويل كونديه - 16 مايو: شون دنيس - 16 مايو: جايسون كونتي - 16 مايو: برايان غلانفيل - 16 مايو: دونكان كامبل - 17 مايو: كوركيس إسماعيل - 17 مايو: علي القزق - [[وفيات #\|]]: زكريا السنوار - 18 مايو: عزيز الحجار |

| نزاعات جارية |
| --- |
| - التدخل العسكري الدولي ضد تنظيم الدولة الإسلامية (داعش) - الكاميرون - الحرب الأهلية الكاميرونية - جمهورية إفريقيا الوسطى - حرب جمهورية إفريقيا الوسطى الأهلية (2012–الآن) - جمهورية الكونغو الديموقراطية - تمرد القوات الديمقراطية المتحالفة - صراع كيفو - الحرب الأهلية الأثيوبية (2018-حاليا) - صراع أمهرة [الإنجليزية] - موزمبيق - التمرد الإسلاموي في موزمبيق - نيجيريا - تمرد بوكو حرام - التمرد الإسلامي في الساحل - تمرد الجهاديين في بوركينا فاسو · حرب مالي - الحرب الأهلية الصومالية - الحرب في الصومال (2009–الآن) - السودان - الحرب الأهلية السودانية 2023 - النزاع في أفغانستان - النزاع بين طالبان والدولة الإسلامية في أفغانستان - صراع بنجشير - الهند - التمرد في جامو وكشمير - العصيان الماوي-الناكسالي - إندونيسيا - أزمة بابوا - الصراع الداخلي في ميانمار - الحرب الأهلية في ميانمار (2021-الحاضر) - باكستان - صراع بلوشستان - عصيان خيبر بختونخوا - الصراع الأهلي في الفلبين - التمرد الشيوعي في الفلبين - الحرب الروسية الأوكرانية - الغزو الروسي لأوكرانيا 2022 - صراع العراق (2003–الآن) - التمرد العراقي (2017–الآن) - صراع إسرائيل وغزة - الحرب الفلسطينية الإسرائيلية 2023 - هجمات الحوثيين على إسرائيل (2023 - 2024) - الحرب الأهلية السورية - التدخل الأجنبي في الحرب الأهلية السورية - تركيا - الولايات المتحدة - اليمن - الحرب الأهلية اليمنية (2014–الآن) - التدخل العسكري في اليمن |